# Белоомутский гидроузел
Белоомутский гидроузел — гидроузел на реке Ока. Расположен в районе поселка Белоомут, Московской области.
Гидроузел предназначен для поддержания и регулирования уровня воды в реке Ока, на участке вверх по течению до устья реки Москва.

## Причины строительства
Гидроузел построен взамен старого, построенного в 1915 году и имевшего напор всего 3,5 метра, узкую шлюзовую камеру (всего 16,6 метра), серьёзные деформации конструкций (состоявших в основном из дерева), а также высокую трудоёмкость обслуживания.

## Технические характеристики
Заказчик — ФГБУ «Канал им. Москвы» Росморречфлота.
Проектировщик — ЗАО «Акватик».
Генеральный подрядчик — ФГУП «АТЭКС». После банкротства подрядчика в 2019 году работы завершил ФГБУ «Морспасслужба».
Обновленный гидроузел включает однокамерный судоходный шлюз, гравитационную водосливную плотину, административно-бытовое и производственные здания и водозаборный узел. Уровень воды был поднят по сравнению с плотиной 1915 года — через шлюз смогут проходить суда с большей осадкой. Длина новой камеры шлюза составила 276 метров, на 10 метров больше, чем на старом гидроузле. Ширина увеличилась с 16,6 до 18 метров. Глубина шлюза – 6,8 метра. Водосброс осуществляется при помощи системы сегментных затворов. Два сегментных затвора имеют диаметр 11 метра и весят 155 тонн каждый. Чтобы не допустить повреждения судами, стенки камеры защищены специальным покрытием из высокомолекулярного полиэтилена. Реконструкция гидроузла позволила поднять уровень воды в Оке на 0,76 метра и обеспечить бесперебойное судоходство в летнюю навигацию.

## История строительства

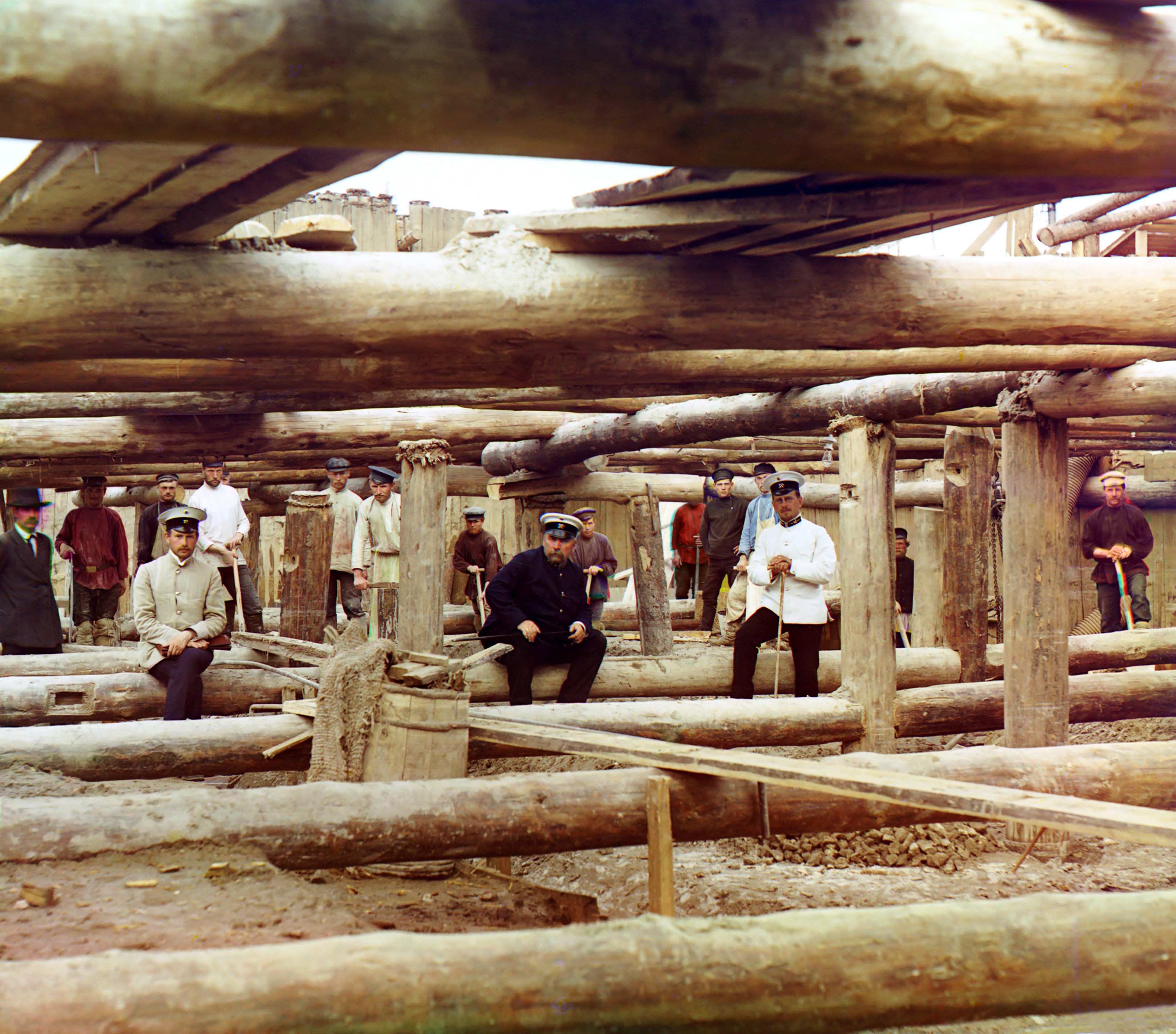
Плотина на Оке в районе Белоомута, Московская губерния. Рабочие и руководители позируют на фоне подготовки к заливке фундамента плотинного шлюза. Фотография С.М.Прокудина-Горского, 1912 год

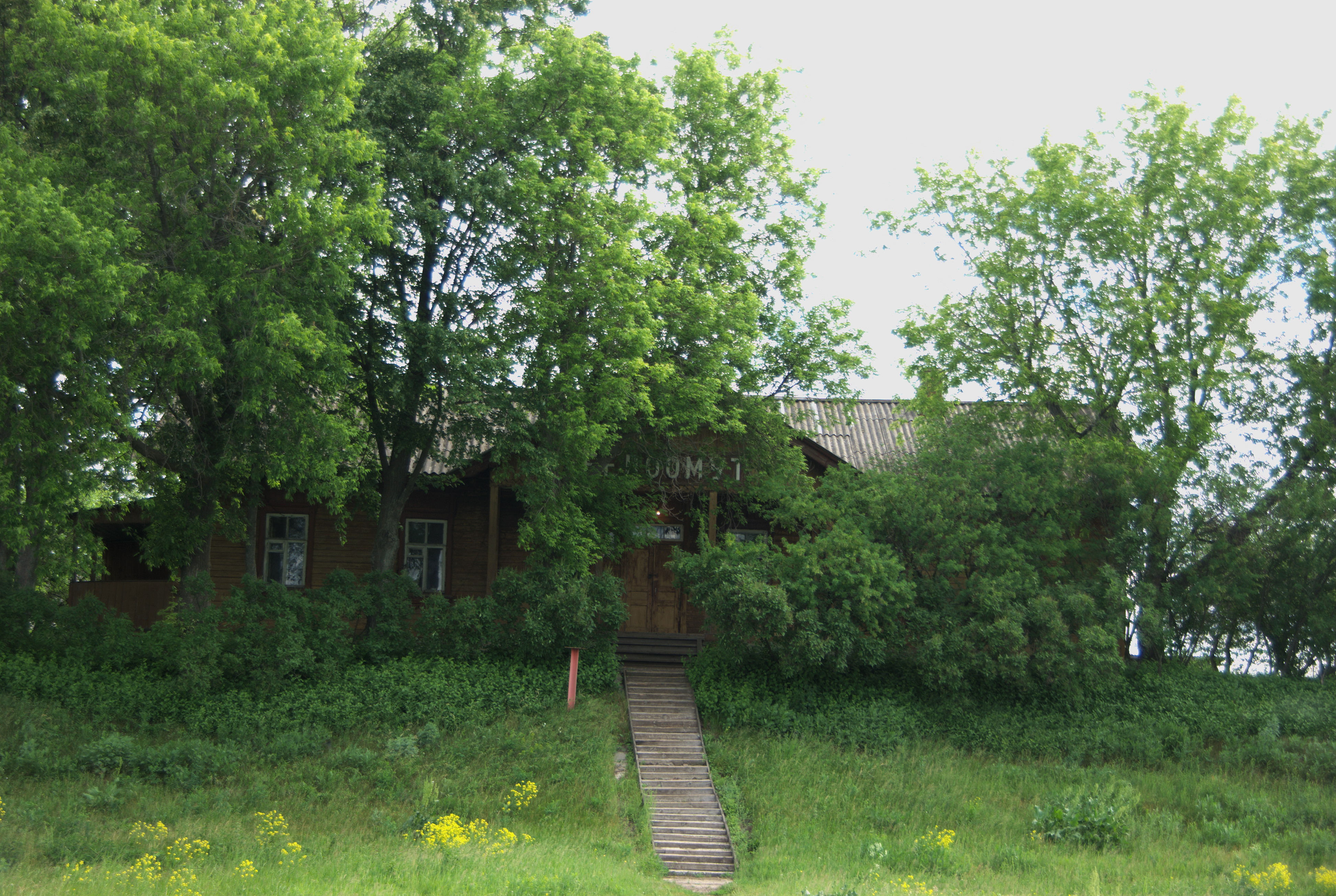
Служебное здание (2010)

Река Ока в среднем течении достаточно маловодна в период межени. В конце XIX века, с развитием судоходства на реках России, встал вопрос о регулировании её стока для обеспечения регулярного судоходства. В 1910 году было принято решение построить два гидроузла между устьем реки Москвы и Рязанью — Белоомутского и Кузьминского гидроузлов. Старый Белоомутский гидроузел был построен в 1911-1915 годах по проекту русского инженера Нестора Пузыревского для решения проблем маловодья на реке Оке. Гидроузел, состоящий из судоходной плотины и судоходного шлюза, начали строить в 1911 году.  В состав старого гидроузла Белоомут входили низконапорная разборная плотина с поворотными фермами Поаре, размер отверстия которых равен 2 метрам, и однокамерный шлюз, длина камеры которого составляет 256 метров при ширине 17 метров, с гарантированной глубиной в 1,7 метра. Судоходный шлюз открыли в 1914 году, а на следующий год во временную эксплуатацию была сдана плотина (в постоянную эксплуатацию только в 1932 году). Сооружение гидроузла было выполнено из деревянных конструкций по технике того времени и в течение целого века не перестраивалось. Со временем сооружения гидроузла обветшали и перестали справляться с основной задачей — не обеспечивали регулярного судоходства в летний период на Оке. В 2011-2015 годах произошла реконструкция соседнего Кузьминского гидроузла, в 2015 году приступили к реконструкции и Белоомутского гидроузла.

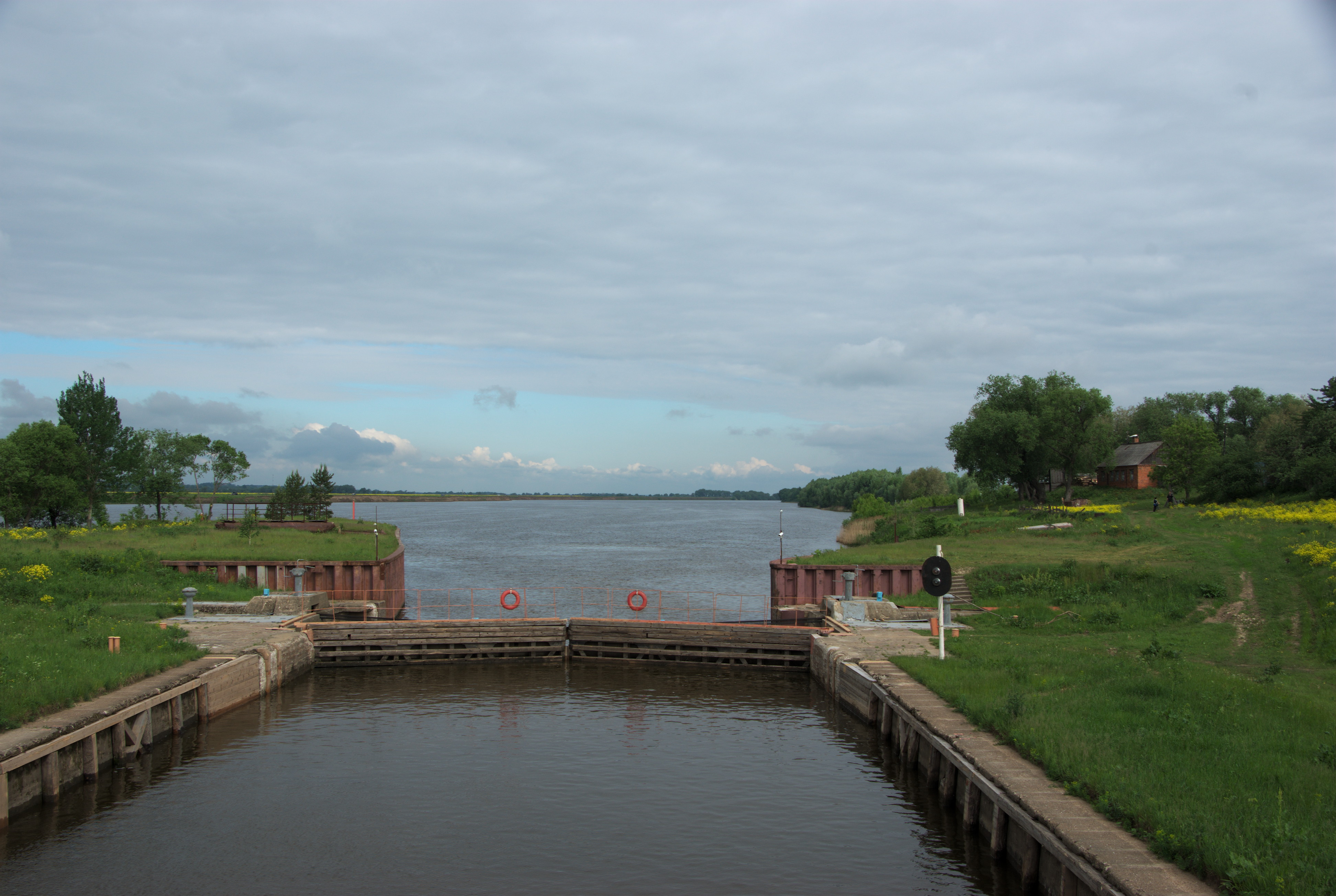
Вид вверх из камеры шлюза 1915 года

Проект реконструкции гидроузла Белоомут разработало ЗАО «Акватик», генеральным подрядчиком строительства стало ФГУП «АТЭКС», металлоконструкции для нового гидроузла изготовило ПАО «Ярославский судостроительный завод». В 2015 году был заключен госконтракт с генеральным подрядчиком строительно-монтажных работ на сумму 5,54 млрд рублей. В 2017 году завершился первый этап реконструкции, который включал в себя строительство судоходного шлюза и первой очереди плотины. В конце августа 2017 года была сдана первая очередь новой плотины, а 9 ноября 2017 года состоялись испытания нового шлюза (длина камеры — 276 метров, ширина — 18 метров). В 2018 году планировалось доделать плотину, систему транспортной безопасности и мониторинга инженерии, а также провести благоустройство территории гидроузла и демонтировать старые гидросооружения. 
Но в мае 2019 года стало известно о том, что раньше 2020 года в эксплуатацию гидротехническое сооружение сдано не будет. Возникшие у генподрядчика проблемы не позволили закончить реконструкцию гидроузла в заявленные сроки. Строительно-монтажные работы продолжались до конца марта 2019 года. К тому времени завершалось возведение новой плотины, а весь проект реконструкции был выполнен на 90%. Работы остановились в ожидании весеннего паводка-2019. Возобновить стройку уже не удалось. 9 апреля 2019 года в соответствии с требованиями законодательства контракт с ФГУП «Атэкс» был расторгнут в одностороннем порядке. В сентябре 2019 года новым генеральным подрядчиком проекта стало ФГБУ «Морспасслужба». Работы возобновились, была достроена плотина, произведена пусконаладка оборудования и АСУ плотиной, выполнено благоустройство. Министерство жилищной политики Московской области 15 января 2021 года выдало разрешение на ввод в эксплуатацию гидроузла Белоомут, прошедшего комплексную реконструкцию.

## Cм. также
- Абиссинский колодец
- Кузьминский гидроузел